# スティーブ・マクラーレン
スティーヴ・マクラーレン（Steve McClaren, 1961年5月3日 - ）は、イングランド出身の元サッカー選手、サッカー指導者。ポジションはMF。

## 経歴
主に下部リーグで選手としてプレーしていたが、故障のために引退した後、指導者としての道を歩み始めた。オックスフォードやダービーといったかつて選手として所属していたチームのコーチを務め、1999年にアレックス・ファーガソン率いるマンチェスター・ユナイテッドのアシスタントコーチとして招かれ、チームの全盛期を支えた。この時の経験が後のコーチングに影響を与えていると言われる。
その後、2000年からはスヴェン＝ゴラン・エリクソン監督の下でイングランド代表コーチを兼任で務め、翌年からはミドルスブラの監督に就任。2003-04シーズンのフットボールリーグカップではクラブ創設以来初のタイトルをもたらし、2005-06シーズンのUEFAカップでは決勝に導いた。
2006年、ドイツW杯終了後にエリクソン監督の後を引き継ぐ形でイングランド代表監督に就任。しかし、イングランド代表が結果を出せず、敗戦が続いたことから、マクラーレンの代表監督としての力量に疑問を持つ声も多かった。ついにはユーロ2008予選敗退となったことを受け、イングランドサッカー協会（FA）により代表監督を解任された。
2008-2009シーズンよりFCトゥウェンテ監督に就任。選手時代を含めてもイングランド外では初の仕事となる。2009-2010シーズン、チームにクラブ創設以来初となるリーグ優勝をもたらすと、それを置き土産に2010-2011シーズンより前年王者ながら8位と低迷したVfLヴォルフスブルクの監督に就任。しかし成績不振により2011年2月に解任された。
2012年1月6日にFCトゥウェンテの監督に復帰することが発表された。しかし前回の時のような結果を残すことが出来ず、2013年2月26日に成績不振を理由に辞任した。
2013年7月、クイーンズ・パーク・レンジャーズFCのコーチに就任。
2015年6月10日、ニューカッスル・ユナイテッドFCの監督に就任したが、低迷し、2016年3月12日に解任された。
2018年5月18日、クイーンズ・パーク・レンジャーズFCの監督に就任したが、2019年4月1日に解任された。その後はダービー・カウンティFCでウェイン・ルーニーのアドバイザーを務めていたが、2022年5月23日に、マンチェスター・ユナイテッドのアシスタントコーチに21年ぶりに就任した。 
2024年7月31日、ジャマイカ代表の監督に就任した。

## タイトル
ミドルスブラFC
- フットボールリーグカップ：1 (2003-04)

FCトゥウェンテ
- エールディヴィジ：1 (2009-10)

## 監督成績
2019年4月1日現在
| クラブ                         | 就任           | 退任           | 記録 | 記録 | 記録 | 記録 | 記録   |
| クラブ                         | 就任           | 退任           | 試合 | 勝ち | 分け | 負け | 勝率 % |
| ------------------------------ | -------------- | -------------- | ---- | ---- | ---- | ---- | ------ |
| ミドルスブラFC                 | 2001年6月12日  | 2006年5月11日  | 250  | 97   | 60   | 93   | 038.80 |
| イングランド代表               | 2006年8月1日   | 2007年11月22日 | 18   | 9    | 4    | 5    | 050.00 |
| FCトゥウェンテ                 | 2008年6月20日  | 2010年6月30日  | 101  | 64   | 21   | 16   | 063.37 |
| VfLヴォルフスブルク            | 2010年7月1日   | 2011年2月7日   | 24   | 7    | 8    | 9    | 029.17 |
| ノッティンガム・フォレストFC   | 2011年6月13日  | 2011年10月2日  | 13   | 3    | 3    | 7    | 023.08 |
| FCトゥウェンテ                 | 2012年1月5日   | 2013年2月25日  | 64   | 31   | 17   | 16   | 048.44 |
| ダービー・カウンティFC         | 2013年9月30日  | 2015年5月25日  | 95   | 51   | 22   | 22   | 053.68 |
| ニューカッスル・ユナイテッドFC | 2015年6月10日  | 2016年3月11日  | 31   | 7    | 6    | 18   | 022.58 |
| ダービー・カウンティFC         | 2016年10月12日 | 2017年3月12日  | 29   | 13   | 7    | 9    | 044.83 |
| QPR                            | 2018年5月18日  | 2019年4月1日   | 46   | 16   | 9    | 21   | 034.78 |
| 計                             | 計             | 計             | 665  | 294  | 156  | 215  | 044.21 |